# Norkama
Norkama est une commune rurale située dans le département de Ouo de la province de Comoé dans la région des Cascades au Burkina Faso.

## Éducation et santé
La commune accueille un centre de santé et de promotion sociale (CSPS).